# Pachychernes
Pachychernes es un género de arácnido  del orden Pseudoscorpionida de la familia Chernetidae.

## Especies
Las especies de este género son:
- Pachychernes attenuatus
- Pachychernes baileyi
- Pachychernes effossus
- Pachychernes gracilis
- Pachychernes robustus
- Pachychernes shelfordi
- Pachychernes subgracilis
- Pachychernes subrobustus
- Pachychernes tamaulipensis
- Pachychernes zehorum